# Ludwig von Pielsticker
Ludwig Joseph Hermann Freiherr von Pielsticker (* 12. August 1824 in Osnabrück; † 3. Mai 1900 in Lussingrande) war ein k.k. Feldmarschallleutnant und zuletzt Kommandant der 28. Infanterie-Truppen-Division in Agram (heute Zagrab, Kroatien).

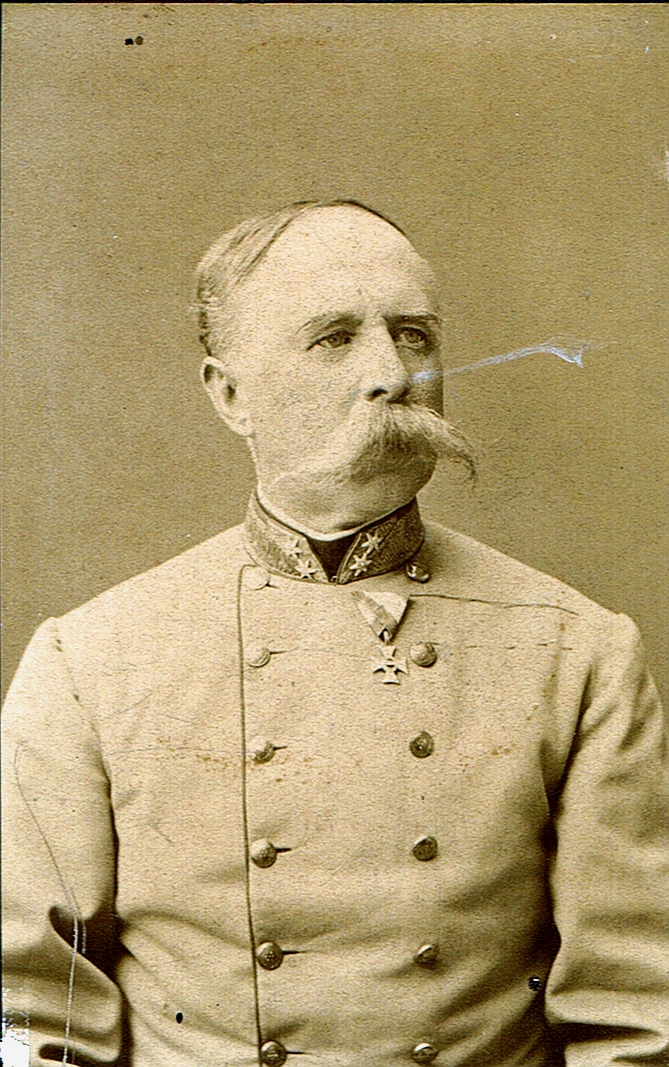
Ludwig von Pielsticker als FML 1879

## Herkunft und Familie
Ludwig von Pielsticker war das dritte von fünf Kindern des königlich hannoveranischen Kanzleisekretärs und späteren Rats, Carl Pielsticker (1782–1867), und Maria, geborene Becker (1790–1860). Am 16. August 1824 wurde er im Osnabrücker Dom getauft. Einer seiner Paten war sein Onkel, (Carl) Ludwig Pielsticker, der 1838 als Oberstleutnant in den österreichischen Adelsstand mit dem Prädikat „von Pfeilburg“ erhoben wurde. Am 21. Oktober 1867 vermählte sich Ludwig von Pielsticker in der Prager Garnisonskirche mit Polyxene Edle von Chariatis (1847–1922). Aus dieser Ehe stammten die Kinder Alice (1870–1949), Marie (1872–1875), Ernst (1874–1936) und Arthur (1881–1960).

## Militärische Karriere und Auszeichnungen
Pielsticker trat 1840 als Cadet in die k.k. Armee ein und besuchte in der Folge die Central-Cavallerie-Schule in Salzburg.
1848/49 nahm er an zahlreichen Schlachten und Gefechten im Zuge der Winter- und Sommerfeldzüge in Ungarn teil und wurde dabei zweimal verwundet. Für seine Leistungen in diesem Krieg wurde er mit dem Orden der Eisernen Krone III. Klasse mit Kriegsdekoration und dem Militär-Verdienstkreuz mit Kriegsdekoration ausgezeichnet.
Nach weiteren vielseitigen Verwendungen im gesamten Kaiserreich, insbesondere in Ungarn und Missionen in Deutschland im Zusammenhang mit dem Eisenbahnwesen in den Folgejahren, wurde Pielsticker 1857 gemäß den Statuten des Ordens der Eisernen Krone in den Ritterstand erhoben. 1863 wurde er als Generalstabschef des Militärkommandos für Istrien und Küstenland in Triest eingesetzt.
1866 zeichnete er sich als Generalstabschef des IX. Armee-Corps in der Schlacht bei Custozza besonders aus. Er erhielt dafür die Kriegsdekoration des Ritterkreuzes des Leopold-Ordens und das Ritterkreuz des Militär-Maria-Theresien-Ordens. Damit verbunden wurde er 1874 in den Freiherrnstand erhoben. 1870 wurde ihm die Bewilligung zur Annahme und zum Tragen des Comthur-Kreuzes des königlich bayerischen Verdienst-Ordens vom heiligen Michael erteilt. Darüber hinaus besaß er das Militärdienstzeichen I. Klasse für Offiziere und war zum Tragen der Kriegsmedaille berechtigt.
Ab 1867 befehligte er das Infanterie-Regiment 53 in Ungarn, Wien, Graz und Trient, 1874 als Generalmajor die 2. Brigade der 25. Infanterie-Truppen-Division in Wien und die 16. Infanterie-Truppen-Division für Bosnien. 1879 zum Feldmarschallleutnant befördert, trat er seine letzte Verwendung als Kommandant der 28. Infanterie-Truppen-Division in Agram an.
Aus gesundheitlichen Gründen wurde er 1881 auf sein Ansuchen in den Ruhestand mit dem „Ausdruck der Allerhöchsten Zufriedenheit“ versetzt.

Ludwig von Pielsticker Wappen

## Späte Jahre
1887 wurde von Pielsticker zum Schatzmeister des Militär-Maria-Theresien-Ordens berufen. und ihm 1891 die Würde eines geheimen Rates verliehen.
Nach mehreren Urlaubs- bzw. Kuraufenthalten in Lussingrande und Lussinpiccolo erwarb die Familie 1896 die Villa „Xenia“ in Lussingrande (heute Ortschaft Veli Losinj auf der kroatischen Insel Losinj), wo von Pielsticker nach seinem Tod im Jahr 1900 auf dem dortigen Ortsfriedhof beigesetzt wurde.
Von Pielsticker sprach mehrere Sprachen und widmete sich ab 1881 intensiv naturwissenschaftlichen, mineralogische Studien.